# Station Rechterfeld
Station Rechterfeld (Haltepunkt Rechterfeld) is een spoorwegstation in de Duitse plaats Rechterfeld, in de deelstaat Nedersaksen. Het station ligt aan de spoorlijn Delmenhorst - Hesepe. Het station telt één perronspoor. Op het station stoppen alleen treinen van de NordWestBahn.

## Treinverbindingen
De volgende treinserie doet station Rechterfeld aan:
| Serie | Treinsoort                  | Route                                                                      | Bijzonderheden |
| ----- | --------------------------- | -------------------------------------------------------------------------- | -------------- |
| RB 58 | Regionalbahn (NordWestBahn) | Osnabrück Hbf – Bramsche – Vechta – Rechterfeld – Delmenhorst – Bremen Hbf | Der Bramscher  |